# Рижская губернская тюрьма

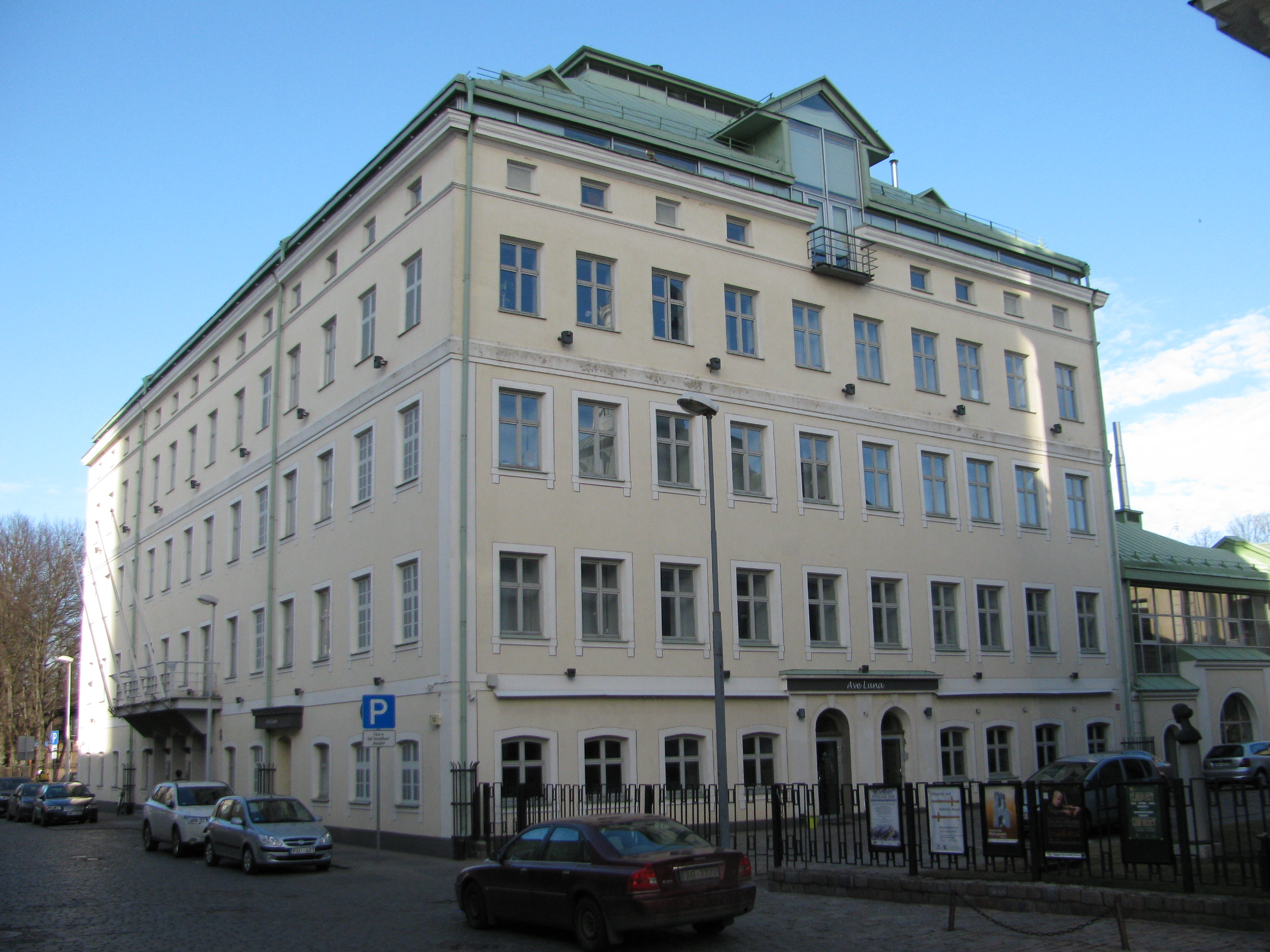
Бывшая рижская губернская тюрьма

Рижская губернская тюрьма — тюрьма, оборудованная на территории рижской Цитадели (элемента рижской крепостной системы, защищавшего подходы к Риге с севера).
В 1786 году по распоряжению Коллегии общественного призрения было построено здание казённой тюрьмы, военной больницы и дома для умалишённых, функционировавшей по казематному принципу. Здание было трёхэтажным, сейчас его адрес — улица Цитаделес, 7, пятый корпус. В чём-то судьбоносным для этого заведения для умалишённых в 1819 году в стало событие ознакомительной прогулки императора Александром I, посетившего лечебницу. Царь остался крайне недовольным уровнем содержания людей с особенными потребностями в тюремном здании, что повлияло на указ царя о строительстве многофункционального солидного психоневрологического госпиталя. В 1824 году на территории Александровских высот, в месте рекреации царских сановников, было открыто здание лечебницы для душевнобольных. В то же время после перевода пациентов в новую больницу здание продолжило функционировать как губернская тюрьма. В дальнейшем это учреждение получило устойчивое название Лифляндской губернской тюрьмы. Когда в начале XX века на Матвеевской улице было завершено строительство известной в будущем Центральной тюрьмы (место казни Екаба Дубельштейна, Анны Альмы Поле, Иманта Судмалиса), тюрьма приобрела название Первой губернской тюрьмы.
На протяжении XIX века здание тюрьмы постоянно реконструировалось, со стороны двора были сооружены хозяйственные пристройки. Уже к началу XX века было принято решение надстроить четвёртый этаж. В августе 1904 года политические заключённые объявили голодовку в знак протеста против невыносимых условий содержания в казённой тюрьме. Вторым фактором, сподвигшем политзаключённых на выбор подобной формы протеста, стали постоянные притеснения со стороны тюремных начальников. Результатом голодовки стал перевод протестантов в Следственную тюрьму в Старом городе (территория Иоаннова подворья, тогда известного под названием Полицейско-казарменного подворья). В 1905 году тюрьма оказалась переполненной заключёнными, отбывавшими срок по политическим статьям. Рижская губернская тюрьма стала во многом альма-матер для нескольких поколений лифляндских политзаключённых: в 90-е годы она стала местом заключения для членов революционного кружка студентов Рижского Политехникума. Позже, перед началом ссылки предварительное заключение в неё отбывали «новотеченцы» Пётр Стучка, Янис Плиекшанс, более известный как Райнис, основатель латышского литературного языка, борец за права национального равноправия на территории Лифляндской губернии. Из этой тюрьмы свой каторжный или ссыльный путь начинали многие (в общей сложности более 100 человек) участники революционных событий 1905—1907 годов. В 1911 году в неё были заключены участники фабричных волнений, рабочие фабрики Тилава. В следующем, 1912 году, туда были отправлены участники рабочей забастовки на фабрике «Саламандра» в Югле. После закрытия Рижской губернской тюрьмы здание было отведено под складские помещения.